# اتحاد دول أمريكا الجنوبية
اتحاد دول أمريكا الجنوبية هو اتحاد حكومي دولي مكون من اتحاد ميركوسور و‌مجموعة دول الأنديز يهدف إلى التكامل وتعزيز العلاقات بين دول أمريكا الجنوبية على غرار الاتحاد الأوروبي.
وقعت المعاهدة الدستورية في 23 مايو 2008 خلال القمة الثالثة لرؤساء الدول المنعقدة في مدينة برازيليا، عاصمة البرازيل. بناء على المعاهدة يكون مقر الاتحاد في مدينة كيتو في الإكوادور. أصبحت الأوروغواي في 1 ديسمبر 2010 الدولة التاسعة التي تُصدّق على معاهدة الاتحاد معطية بذلك الشرعية الكاملة للاتحاد. بدخول المعاهدة الدستورية حيّز التطبيق في 11 مارس 2011؛ أصبح اتحاد دول أمريكا الجنوبية منظمة ذات شرعية كاملة وذلك خلال اجتماع لوزراء الخارجية المنعقد في ميتاد ديل موندو في الإكوادور. إضافة إلى ذلك وضعت الأسس للعديد من المؤسسات التشريعية كمقرات السكرتاريات العامة وغيره. أيضاً أختيرت مدينة كوتشابامبا في بوليفيا لتكون مقر لبرلمان أمريكا الجنوبية خلال نفس الاجتماع، بينما تم اختيار كاراكاس لتكون مقر لبنك الجنوب وهو البنك الرسمي للاتحاد.
في الرابع من مايو من عام 2010 وفي قمة غير اعتيادية في مدينة كامبانا التي تبعد مسافة 75 كيلومتر شمال بوينس آيرس في الأرجنتين، أختير الرئيس الأسبق للأرجنتين نيستور كيرشنير ليكون أول سكرتير عام للاتحاد لمدة عامين. كان ذلك المنصب بمثابة خطوة أولى نحو إنشاء هيئة بيروقراطية دائمة للاتحاد الإقليمي والذي تجاوز مستواه في ما بعد كل من منظمات ميركوسور وكان.

## الدول الأعضاء
- أعضاء اتحاد دول الأنديز:
  -  بوليفيا
  -  كولومبيا
  -  الإكوادور
  -  بيرو
- أعضاء اتحاد ميركوسور:
  -  الأرجنتين
  -  البرازيل
  -  باراغواي
  -  الأوروغواي
  -  فنزويلا
- أعضاء آخرين:
  -  تشيلي
  -  غيانا
  -  سورينام